# 石川県庁
石川県庁（いしかわけんちょう）は、地方公共団体である石川県の行政機関（役所）。

## 概要
石川県知事は1947年以降、公選制になってから選出されたのは5人（柴野和喜夫、田谷充実、中西陽一、谷本正憲、馳浩)。中でも、中西陽一は1963年から1994年まで知事を務め、8期31年という全国の知事で最も長い在任期間記録は現在も破られていない。
観光産業や伝統工芸育成といった特徴のある政策も行われており、特に能登空港においては、全国で初めて就航便に対して目標搭乗率を定め、目標搭乗率を下回った場合航空会社に対して保証金を支払い、これを上回った場合は航空会社が販売促進協力金を支払う「搭乗率保証制度」を導入した。この制度は2009年に開港した静岡空港においても導入された。
子育て支援策では、2006年から協賛企業の協力で子どもが3人以上いる世帯を経済的に支援するプレミアム・パスポート事業を実施している。この事業をモデルとした類似の事業（企業参画型子育て支援事業）は、40道府県、12市区（2009年11月時点）で実施されている。

## 職制
(知事部局の一例)
- 部長級	
  - 部長、局長
  - 参事
  - 危機管理監
  - 出先機関の所長（一部）
- 次長級
  - 部次長、局次長
  - 政策調整監
  - 危機管理監室次長
  - 新幹線・交通対策監
  - 少子化対策監
  - 出納室長
  - 出先機関の所長
- 課長級
  - 課長
  - 出先機関の所長、次長
- 担当課長級
  - 室長、所長
  - 担当課長
  - 上席政策調整員（秘書課）
  - 危機管理監付課長
  - 出先機関の次長
- 課参事級
  - 課参事
  - 室次長
  - 出先機関の次長、課長
- 課長補佐級
  - 課長補佐
  - 次席政策調整員（秘書課）
  - 出先機関の課長（大多数は課長補佐級で、課参事級、主幹級の場合もある）
  - 主任研究員（研究職）
- 主幹級
  - 主幹
  - 主幹（出先機関の課に置かれる）
  - 研究主幹（研究職）
- 係長級
  - 係長（グループ制が実施されており、本庁においては極一部に限られる）
  - 専門員、主任主計員（財政課）、主任企画員（企画振興部の各課）
  - 出先機関の係長、専門員
  - 専門研究員（研究職）
- 主査級
  - 主査、主計員（財政課）、企画員（企画振興部の各課）
  - 出先機関の主査
  - 研究員（研究職）

本庁においては一部を除いてグループ制が実施されており、その長であるグループリーダーには課長補佐級を中心として、担当課長級～係長級が充てられている。

## 組織
※以下、右にある[表示]をクリックすると一覧表示される。2025年4月現在。
- 知事
  - 副知事
    - 総務部
      - 秘書課、政策調整課、戦略広報課、総務課（人権推進室、行政情報サービスセンター）、人事・組織経営課（福利厚生室、総務事務管理室）、デジタル推進課、財政課、管財課（資産活用室）、税務課（査察調査室）、市町支援課

    - デジタル推進監室
      - 県庁デジタル推進課 (統計調整室)、地域デジタル推進課

    - 危機管理部
      - 企画調整室、危機対策課（原子力安全対策担当）、消防保安課

    - 企画振興部
      - 企画調整室、企画課（成長戦略推進室）、地域振興課

    - 交通総合対策監室
      - 交通政策課、空港企画課（小松空港活性化推進室）

    - 文化観光スポーツ部
      - 企画調整室、文化振興課、観光戦略課 (東日本誘客推進室、西日本誘客推進室)、国際観光課、国際交流課、スポーツ振興課

    - 健康福祉部
      - 企画調整室、厚生政策課、長寿社会課、障害保健福祉課、医療対策課、地域医療推進室、健康推進課(感染症対策室）、医療支援課、薬事衛生課（食品安全対策室）

    - 少子化対策監室
      - (子ども政策担当、子育て支援担当)

    - 生活環境部
      - 企画調整室、環境政策課、カーボンニュートラル推進課、資源循環推進課、自然環境課、女性活躍・県民協働課、生活安全課

    - 商工労働部
      - 企画調整室、産業政策課、産業立地課（港湾活用推進室）、経営支援課（伝統産業振興室）、労働企画課（人材確保・定住政策推進室）　

    - 農林水産部
      - 企画調整室、農業経営戦略推進課 (技術管理室）、里山振興室、生産振興課（農業機械研修所）、ブランド振興課、産業振興・防疫対策課、農業基盤課、森林管理課、水産課（漁港漁村整備室）

    - 土木部
      - 企画調整室、監理課（用地室、技術管理室）、道路建設課、道路整備課、河川課、港湾課、砂防課、都市計画課（景観形成推進室、生活排水対策室）、公園緑地課（金沢城二の丸御殿復元整備推進室）、建築住宅課、営繕課、水道企業課（送水管耐震化推進室）　

    - 出納室
      - 出納担当、検査担当

    - 競馬事業局
      - 競馬総務課（金沢競馬対策室）、競馬業務課

  - 選挙管理委員会
  - 監査委員
  - 人事委員会
  - 労働委員会
  - 海区漁業調整委員会
  - 内水面漁場管理委員会
  - 収用委員会
  - 教育委員会
  - 公安委員会
    - 警察本部

  - 議会事務局
    - 総務課、議事課、企画調査課、図書室

## 主な出先機関
- 総務部関係
  - 県税事務所（金沢、小松）
  - 中能登総合事務所
    - 総務企画部
    - 保健福祉部（能登中部保健福祉センター）

  - 奥能登総合事務所
    - 総務企画部
    - 保健福祉部（能登北部保健福祉センター）
    - 空港管理部（能登空港管理事務所）
- 健康福祉部関係
  - 保健福祉センター・保健所（南加賀、石川中央、能登中部、能登北部）
    - 地域センター（加賀、河北、羽咋、珠洲）

  - 児童相談所（中央、七尾）
- 商工労働部関係
  - 計量検定所
  - 工業試験場
- 農林水産部関係
  - 農林総合事務所（南加賀、石川、県央、中能登、奥能登）
    - 管理部
    - 農業振興部
    - 土地改良部
    - 森林部
    - 農林事務所（加賀、津幡、羽咋、珠洲）

  - 農林総合研究センター
    - 管理部
    - 農業試験場
    - 畜産試験場
    - 林業試験場

  - 家畜保健衛生所（南部、北部）
- 土木部関係
  - 土木総合事務所（南加賀、石川、県央、中能登、奥能登）
    - 土木事務所（大聖寺、津幡、羽咋、珠洲）

  - 港湾事務所（金沢、七尾）
- 県立病院
  - 石川県立中央病院
  - 石川県立高松病院

## 広報番組
石川県のテレビにおける広報番組は、石川県ホームページ内では番組名と放送時間しか記載されておらず、近隣の広域自治体（富山県や福井県など）と比べて個別の番組紹介が行われていない。また、放送される番組はいずれも手話放送のみで、地上デジタル放送での字幕放送は、2011年現在も実施対象外である。